# Tocantinópolis Esporte Clube
El Tocantinópolis Esporte Clube és un club de futbol brasiler de la ciutat de Tocantinópolis a l'estat de Tocantins.

## Història
El club va ser fundat l'1 de gener de 1989. El club guanyà la Copa Tocantins el 1990 i el 2004. També guanyà el Campionat tocantinense els anys 1993 i 2002.

## Estadi
El club disputa els seus partits com a local a l'Estadi João Ribeiro, anomenat Ribeirão. Té una capacitat màxima per a 8.000 espectadors.

## Palmarès
- Campionat tocantinense:
  - 1993, 2002

- Copa Tocantins:
  - 1990, 2004